# 1054 Forsytia
Az 1054 Forsytia (ideiglenes jelöléssel 1925 WD) a Naprendszer kisbolygóövében található aszteroida. Karl Wilhelm Reinmuth fedezte fel 1925. november 20-án, Heidelbergben.